# San Cristóbal (República Dominicana)
San Cristóbal é um município e a capital da província homônima, na República Dominicana. Sua população estimada em 2012 era de 275 232 habitantes.
San Cristóbal foi fundada no final do século XVI. A primeira constituição dominicana foi lá assinada em 1844. É conhecida por ser a cidade natal de Rafael Trujillo (1891–1961), ditador do país de 1930 a 1961; ele construiu muitos monumentos em sua cidade natal, como La Toma, para se honrar a si mesmo.